# Rimouski Océanic
Océanic de Rimouski – juniorska drużyna hokejowa grająca w LHJMQ w konferencji zachodniej. Drużyna ma swoją siedzibę w Rimouski w Kanadzie.
- Rok założenia: 1995–1996
- Barwy: błękitno-biało-granatowe
- Trener: Clément Jodoin
- Manager: André Jolicoeur
- Hala: Colisée de Rimouski

## Osiągnięcia
- Trophée Jean Rougeau: 2000, 2005, 2015
- Coupe du Président: 2000, 2005, 2015
- Memorial Cup: 2000